# Richard Sutch
Richard Charles Sutch (Saint Paul, 8 dicembre 1942 – Kensington, 19 settembre 2019) è stato un economista e storico statunitense, professore di economia presso l'Università della California Riverside.

## Biografia
È noto per il suo lavoro sull'analisi economica della schiavitù negli Stati Uniti d'America e del Proclama di emancipazione. È stato insignito del Clio Award for Exceptional Support to the Field of Cliometrics dalla Cliometric Society e il suo lavoro è stato riconosciuto dall'Economic History Association, che gli ha conferito l'Arthur H. Cole Prize per l'articolo eccezionale in The Journal of Storia economica. Nel periodo 1989-1990 è stato presidente dell'Associazione di storia economica.

## Pubblicazioni selezionate
- (EN) Roger L. Ransom e Richard Sutch, One Kind of Freedom: The Economic Consequences of Emancipation, Cambridge University Press, 2001, ISBN 978-0-521-79550-0.
- Sutch, Richard with Thomas G. Rawski, Susan B. Carter, Jon S. Cohen, Stephen Cullenberg, Peter H. Lindert, Donald N. McCloskey, and Hugh Rockoff. (1996) Economics and the Historian, Berkeley: University of California Press. ISBN 978-0-520-07269-5